# 厄尔默·C·弗莱兹
厄尔默·克里昂·“厄尼”·弗莱兹（1913年9月16日—1989年10月26日）是一位美国工程师，拉环的发明者。

## 个人生平

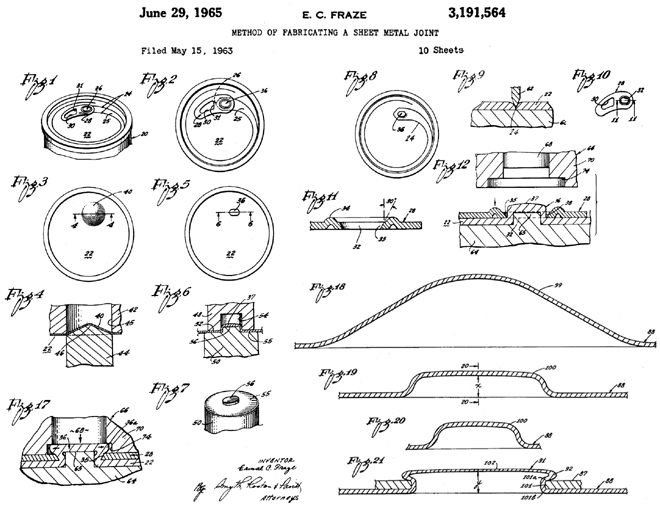
弗莱兹的初版设计方案

弗莱兹出生于印第安纳州曼西市，后来迁至俄亥俄州代顿市，并在那里为好家伙玉米花包装其附赠的食品玩具。20世纪40年代，他在俄亥俄从事机床操作员的工作。1949年，凭借着妻子玛莎的贷款，弗莱兹创立了其个人的机床公司——代顿可靠机床制造公司（英語：Dayton Reliable Tool & Manufacturing Company）。公司为各大工业公司生产各类产品，弗莱兹也获得了多项专利，其中包括为战机提供的改进型枪管。不久后，他在密歇根州弗林特的通用汽车学院（后改名为凯特林大学）获得了工程师学位。
截至1959年，弗莱兹的公司已为包括通用电气、福特汽车、克莱斯勒、甚至是美国国家航空航天局等在内的诸多客户成功提供了多类产品。同年，在一次与家人和友人的野炊过程中，他因为将开罐器忘在家中，而不得不用保险杠打开饮料，因此弗莱兹决定发明一种无需额外开罐器的罐装饮料开启方式。
他的初版设计比较复杂，用拉环方式拉开瓶罐口一圈。这种方式虽然省去了开罐器，但是会产生锋利的金属边缘划伤饮用者。
而后，他提出了新的易拉罐拉环方案，使用者只用拉开拉环便可开启瓶罐并饮用。1963年，他的专利被美国专利商标局通过，专利号3349949号，而后他将这个专利卖给了美国铝业公司。截至1965年，75%的美国啤酒公司选用了这种拉环的设计。
到1980年为止，弗莱兹的公司仅易拉罐一项的销售就赚取了每年约5亿美元。
厄尔默·弗莱兹于1989年因脑瘤于俄亥俄州凯特林逝世。在他逝世后，家人将代顿可靠机床制造公司卖出，但公司的总部仍留在代顿市。